# Aldo Ranks
Aldo Vargas (Ciudad de Panamá, Panamá; 19 de mayo de 1973), conocido por su nombre artístico como Aldo Ranks, es un rapero panameño de reggae en español, Plena,  reggaeton y Dancehall. Desde el año 1993 hasta 2001 tuvo una época dorada en su país siendo unos de los rapero más sobresaliente de Panamá, apoyado por los mejores productores del género como: El Chombo y DJ Pablito en discos como The Creation, la Cripta, La Mafia entre varios más. Actualmente canta bajo el sello discográfico Panama Music.

## Historia
En el año 1998 inicia su carrera de forma internacional, al estar presente en la grabación de la producción Cuentos de la cripta con canciones como Estaban celebrando y suban las manos, ocupando primeras posiciones en el Share Digital de Paraguay, Nicaragua, El Salvador, Honduras, Guatemala, Colombia, Venezuela, Perú,y Ecuador dando inicios a más de 50 conciertos en esos países. 
En el año 1999, Aldo Ranks saca su tema musical Morirán incluido en la producción musical de Los Cuentos de la Cripta 3 producido por El Chombo usando como base el tono musical de "Orinoco Flow".
Su producción Aldo Ranks Diferente, fue de gran éxito en el año 2003 - 2004 con el tema "el fogón" canción que fusiona ritmos caribeños invitando a que el cuerpo se mueva al compás de las notas del ritmo rap y reggae, luego produjo seguidamente canciones como: "el fogón", los tracks "la fiesta", "ron pa to el mundo", "la parranda" y "no puedo olvidarme de ti".
En 2006 saca el disco "La Conquista", su tercera producción discográfica con éxitos como: "Las Pompas", "La Calle" y "El Helicóptero" fueron los primeros cortes promocionales del disco los cuales rápidamente se convirtieron en los más solicitados en las programaciones radiales de todo el país. Luego del rotundo éxito su cuarto corte promocional "El Alicate" convirtiéndose en himno oficial de los carnavales panameños, con esta canción Aldo logra nuevamente posicionarse con firmeza en el mercado de Centro y Suramérica. Un año más tarde Aldo Ranks realiza la misma hazaña con su tema "La Borrachera", el cual bajo la producción de DJ Greg nuevamente se convierte en la canción más coreada de carnavales.
En 2009 Aldo Ranks recibe de parte de La Sociedad Americana de Compositores, Autores y Editores (ASCAP), un reconocimiento por su colaboración en la composición del tema "Perdóname", el cual es interpretado por La Factoría y Eddy Lover.
Recientemente Aldo sigue innovando presentándonos sus temas "Trac Trac Trucutu", un estilo diferente mezclando reggae con ritmos electrónicos; "Hacerte el Amor" una mezcla delicada de roots con socca y "La Borrachera 2" temas los cuales una vez más son prueba de la versatilidad del artista.
En el año 2010, Aldo Ranks une su voz al romanticismo junto a otro artista panameño llamado MorvoSo en un tema que transporta al oyente a los ritmos retros del reggae con el tema musical Lagarto de Barrio bajo la producción del productor Dj Gabilan

## Discografía
- Lo Nuevo y lo Mejor'[8]
- La Conquista prod por Panama Music[9]
- Diferente[10]

## Sencillos
- El Alicate
- El Baile del Pescao
- Trac Trac Trucutu
- Hacerte el amor
- La borrachera
- La borrachera 2
- Vuelve (con la participación de Arthur)
- Tu estas bien rica
- Parrandero